# Weert (België)
Weert is een dorp in de Belgische provincie Antwerpen en een deelgemeente van Bornem. Weert was een zelfstandige gemeente tot aan de gemeentelijke herindeling van 1977.

## Toponymie
De naam wordt ook wel geschreven als De Weert wat hetzelfde betekent als de waard.

## Geschiedenis
Weert werd voor het eerst vermeld in 1240. Het werd toen door Walter van den Coudenborch verkocht aan de Sint-Baafsabdij te Gent met als doel het te ontginnen. In 1320 was de indijking gereed en Weert behoorde bestuurlijk en kerkelijk tot Temse. Het lag namelijk oorspronkelijk op de linker Schelde-oever, maar omstreeks 1240 verlegde de Scheldestroom zich en kwam Weert op de rechter Scheldeoever te liggen.
In 1795 werd Weert een zelfstandige gemeente. Vanaf het midden van de 19e eeuw ontwikkelde zich het telen van wilgentenen en de mandenvlechterij die uiteindelijk tot een kleine industrie uitgroeide, maar omstreeks het midden van de 20e eeuw verdween.

## Demografische ontwikkeling
- Bronnen:NIS, Opm:1806 tot en met 1970=volkstellingen; 1976 = inwoneraantal op 31 december

## Bezienswaardigheden
- De Sint-Annakerk
- Het Dievenmolentje, een windmolenrestant
- Streekmuseum De Zilverreiger

## Natuur en landschap
Weert ligt in de streek Klein-Brabant en wordt ingesloten tussen de Schelde en de Oude Schelde. Het natuurgebied met dezelfde naam kent een uitgebreid net van wandel- en fietswegen, onder meer op de Scheldedijken.
Van belang is tevens het buitendijks natuurgebied Het Stort. Ook binnendijks zijn er bosgebieden.

## Afkomstig uit Weert

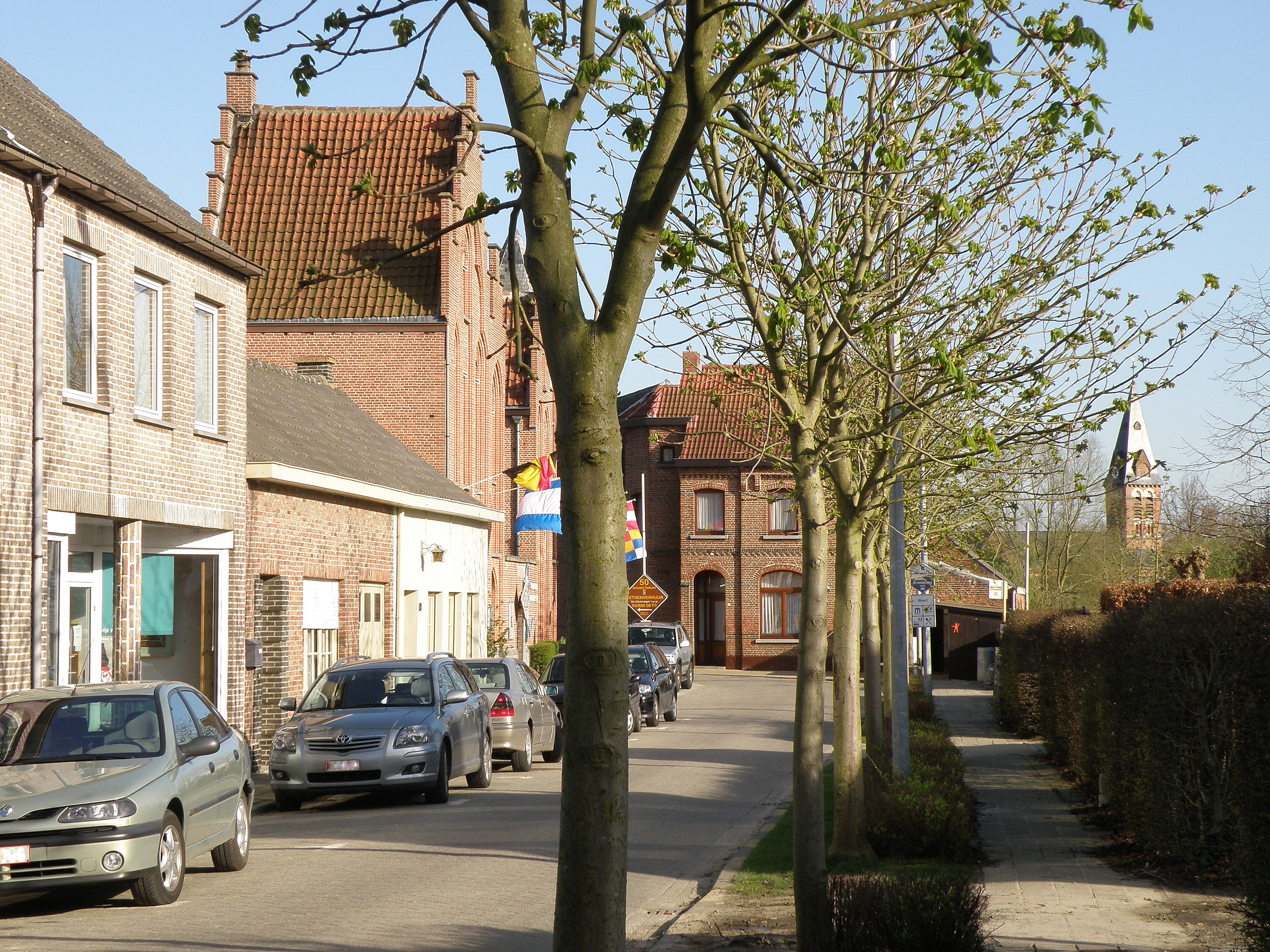
Scheldestraat

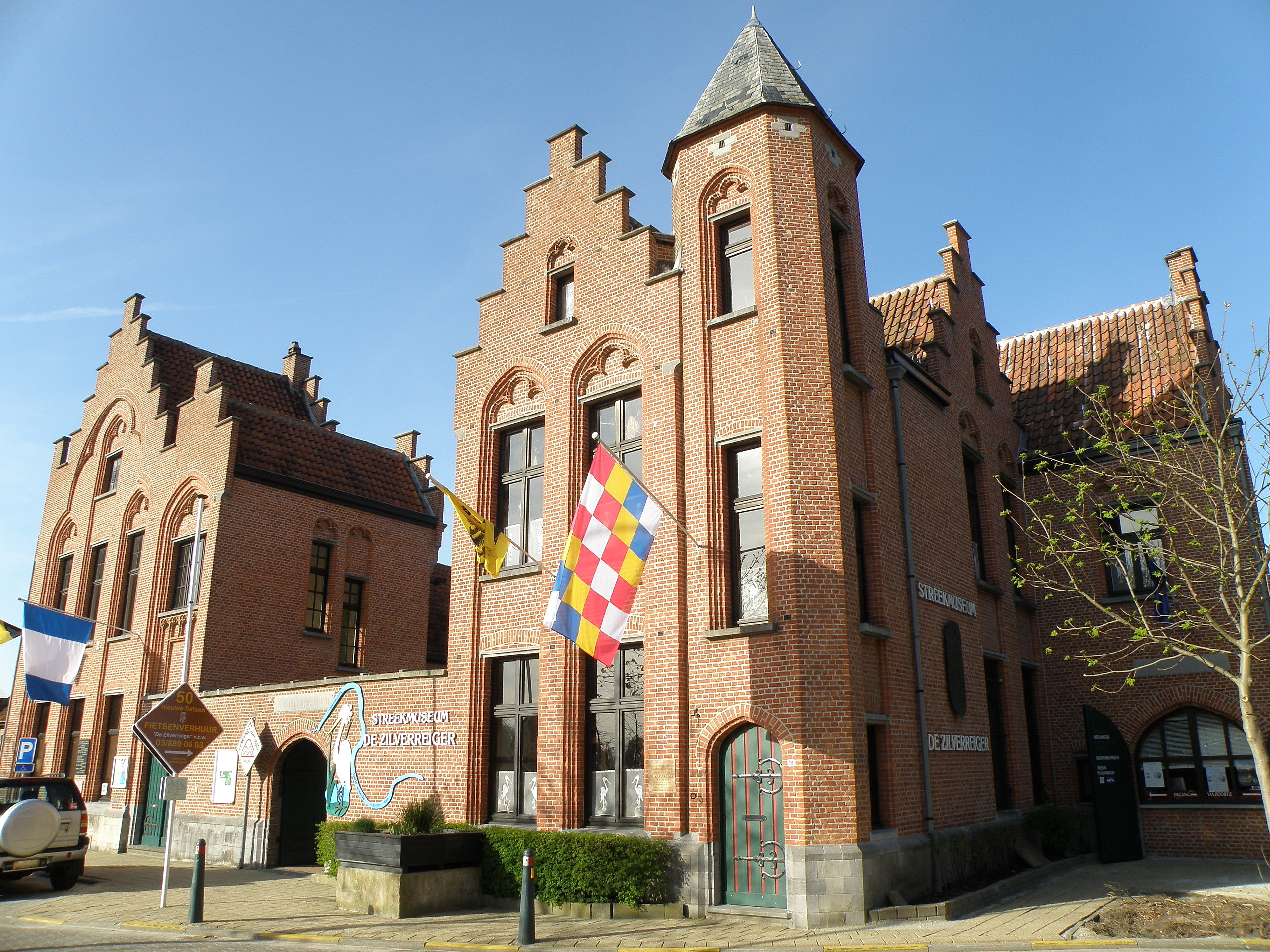
Het oude gemeentehuis

Giaches de Wert (1535 - 1596)

## Nabijgelegen kernen
Bornem, Temse, Branst
Deelgemeenten: Bornem · Hingene · Mariekerke · Weert

Gehuchten: Branst · Buitenland · Eikevliet · Wintam

Belgische gemeenten · Arrondissement Mechelen · Antwerpen (provincie) · Vlaanderen